# 황재원 (배우)
황재원(2007년 2월 23일 ~ )은 대한민국의 배우이다.

## 연기 활동

### 드라마
- 2012년 JTBC 월화드라마 《우리가 결혼할 수 있을까》 ... 남태원 역
- 2013년 SBS 주말극장 《원더풀 마마》 ... 이지우 역
- 2013년 SBS 미니시리즈 《수상한 가정부》 ... 오어진 역
- 2014년 SBS 주말극장 《모던파머》 ... 강민호 역
- 2015년 SBS 창사 25주년 특별기획 《육룡이 나르샤》 ... 창왕 역
- 2018년 채널A 미니시리즈 《열두밤》 ... 어린 윤찬 역 (김도완 아역)

### 영화
- 2013년 《어떤 시선》 ... 행운 역
- 2013년 《감기》 ... 파마머리 꼬마
- 2013년 《미나문방구》 ... 오성동생 역
- 2014년 《제보자》 ... 박수현 역
- 2014년 《카트》 ... 민수 역
- 2018년 《완벽한 타인》 ... 어린 석호 역